# 30 Batalion Ochrony Pogranicza
Samodzielny Batalion Ochrony Pogranicza nr 30 – zlikwidowany samodzielny pododdział Wojsk Ochrony Pogranicza pełniący służbę na granicy z Niemiecką Republiką Demokratyczną.

## Formowanie i zmiany organizacyjne
Na podstawie rozkazu MON nr 055/org. z 20 marca 1948, na bazie Łużyckiego Oddziału WOP nr 1, sformowano 6 Brygadę Ochrony Pogranicza, a 5 komendę odcinka WOP przemianowano na batalion Ochrony Pogranicza nr 30 JW 1786 (Zarządzenie SzSG Nr 0039/Org. z 11.08.1948).
Rozkazem Ministra Obrony Narodowej nr 205/Org. z 4 grudnia 1948, z dniem 1 stycznia 1949, Wojska Ochrony Pogranicza podporządkowano Ministerstwu Bezpieczeństwa Publicznego. Zaopatrzenie batalionu przejęła Komenda Wojewódzka Milicji Obywatelskiej.
Z dniem 1 stycznia 1951, na podstawie rozkazu MBP nr 043/org. z 3 czerwca 1950, na bazie 10 Brygady Ochrony Pogranicza, sformowano 9 Brygadę Wojsk Ochrony Pogranicza, a tuplicki 30 batalion Ochrony Pogranicza z 6 Brygady Ochrony Pogranicza przemianowano na 91 batalion WOP i podporządkowano 9 Brygadzie WOP.

## Struktura organizacyjna
Dyslokacja 30 batalionu Ochrony Pogranicza przedstawiała się następująco :
- dowództwo batalionu – Tuplice
- 21 strażnica Ochrony Pogranicza – Przewóz
- 22a strażnica Ochrony Pogranicza – nazwa strażnicy „dzika”[potrzebny przypis]
- 22 strażnica Ochrony Pogranicza – Łęknica
- 23 strażnica Ochrony Pogranicza – Żarki Wielkie
- 24 strażnica Ochrony Pogranicza – Bukowina
- 25a strażnica Ochrony Pogranicza – Bwoźna (nazwa od najbliższej miejscowości)
- 25 strażnica Ochrony Pogranicza – Zasieki.

## Dowódca batalionu
- kpt. Demczenko (był w 1950).